# جردن بارو
جردن بارو (انگلیسی: Jordan Burrow؛ زادهٔ ۱۲ سپتامبر ۱۹۹۲) بازیکن فوتبال اهل بریتانیا است.
از باشگاه‌هایی که در آن بازی کرده‌است می‌توان به باشگاه فوتبال یورک سیتی، باشگاه فوتبال مورکم، باشگاه فوتبال گیتزهد، باشگاه فوتبال هالیفاکس تاون، باشگاه فوتبال لینکولن سیتی، باشگاه فوتبال چسترفیلد، باشگاه فوتبال استیونج، و باشگاه فوتبال بوستون یونایتد اشاره کرد.
وی همچنین در تیم ملی فوتبال England C بازی کرده‌است.